# Eduard Mira i Gonzàlez
Eduard Mira i González (València, 1 d'agost de 1945) és un sociòleg valencià, doctor en Geografia i Història, a més d'escriptor.
Es llicenciat en Filosofia i Lletres per la Universitat de València, va estudiar Sociologia de la Cultura dels Estats Units d'Amèrica, Browling Green (Ohiao), i també va estudiar Sociologia Urbana a la Universitat París-X-Nanterre.
Va donar nombroses classes en diferents universitats a Europa residint en Barcelona, Eivissa, Anglaterra, el Marroc, Itàlia, Bèlgica, València, i Alacant, o ara es professor titular de sociologia.
Ha sigut professor a la Universitat d'Alacant, professor visitant a les universitats de Cambridge i de Londres i al Col·legi d'Europa a Bruges. Ha dirigit els instituts Cervantes de Nàpols i de Brussel·les i ha sigut membre del Col·legi d'Experts en Patrimoni Cultural del Consell d'Europa. És especialista en el desenvolupament històric de la ciutat europea i estudiós de la memòria col·lectiva. Va ser comissari de l'Any Ausiàs March el 1997 i coordinador de l'Any dels Borja el 2000. Ha estat membre de l'Acadèmia Valenciana de la Llengua fins al juny de 2012.
La seua obra abasta des de l'anàlisi d'una realitat social i política valenciana fins a la sociologia de la cultura, passant per molts camps diferents com l'urbanisme turístic, la sociologia urbana, arquitectura, estètica, o geopolítica europea.
En el terreny literari, ha publicat dos llibres de narracions curtes, un assaig i dues novel·les, una de les quals, Escacs de mort, fou distingida amb el Premi Alfons el Magnànim i editada per Edicions Bromera. Mediterrànies, el 2013, va obtindre el XV Premi d'Assaig Mancomunitat de la Ribera Alta. També va guanyar en 1986 el premi Joan Fuster per la seua obra De Impura Natione que va escriure amb Damià Mollà.
De la seua obra en castellà podem destacar Primer libro de las crónicas perdidas (1983), Evocación Corsaria Teoría de Ibiza (1983), o El Mediterráneo entre Europa y el Islam: prólogo a la guerra del Golfo: la última cruzada (1991) que va escriure amb Luis Racionero i Eugenio Trias.

## Recull d'obres
- De Impura Natione (1986), coescrit amb Damià Mollà Beneyto, premi Joan Fuster d'assaig.
- El Mediterráneo, entre Europa y el Islam: Prólogo a la Guerra del Golfo, la Última Cruzada (1991).
- Les tribulacions d'un espia vell (2007).
- Escacs de mort (2009), premi Alfons el Magnànim de Narrativa 2009.
- Mediterrànies (2013), XV premi d'Assaig de la Mancomunitat de la Ribera Alta.
- El tinent anglès (2017).